# Сазан (посёлок)
Сазан — посёлок в Беляевском районе Оренбургской области в составе Буртинского сельсовета. Население 162 человек (2010), большинство (83 %) — казахи.

## География
Находится на расстоянии примерно 28 километров по прямой на юго-запад от районного центра села Беляевка.
Климат
Климат континентальный с холодной часто малоснежной зимой и жарким, сухим летом. Средняя зимняя температура −15,8 °C; Средняя летняя температура +21,2 °C. Абсолютный минимум температур −44 °C. Абсолютный максимум температур +42 °C. Среднегодовое количество осадков составляет 320 мм в год.

## История
Посёлок Сазан был основан как поселение животноводов на месте бывшего казахского аула Сазан, известного с 1901 года. Называлось первоначально участком № 2 Сазан. Как посёлок стал известен с 19531954 годов.

## Население
| 2010 |
| ---- |
| 162  |

Национальный состав
Согласно результатам переписи 2002 года, в национальной структуре населения казахи составляли 83 % из 280 чел..